# Arius
Arius — рід риб з родини Арієві ряду сомоподібних. Має 26 видів.

## Опис
Загальна довжина представників цього роду коливається від 20 до 100 см. Голова середньої довжини. Очі маленькі. Зуби голчасті або зазубрені. Є 3 пари м'ясистих вусів помірної довжини: 1 пара на верхній щелепі, 2 — на нижній. Спинний плавець у них короткий і високий, жировий — маленький. Спинний і грудний плавці у цих сомів озброєні гострими зазубреними шипами. Жировий плавець становить половину довжини анального плавця. Хвіст роздвоєно.

## Спосіб життя
Зустрічаються у солонуватій воді, але запливають в гирла річок, де вода майже прісна. Віддають перевагу мулистим ґрунтам і каламутній воді. Живляться водними безхребетними і рибою.

## Розповсюдження
Мешкають біля Східної Африки та Південно-Східної Азії.

## Види
- Arius acutirostris
- Arius africanus
- Arius arenarius
- Arius arius
- Arius brunellii
- Arius cous
- Arius dispar
- Arius festinus
- Arius gagora
- Arius gigas
- Arius jella
- Arius latiscutatus
- Arius leptonotacanthus
- Arius macracanthus
- Arius maculatus
- Arius madagascariensis
- Arius malabaricus
- Arius manillensis
- Arius microcephalus
- Arius nudidens
- Arius oetik
- Arius subrostratus
- Arius sumatranus
- Arius uncinatus
- Arius venosus